# Jon Lynn Christensen
Jon Lynn Christensen (St. Paul, 20 febbraio 1963) è un politico statunitense, membro della Camera dei Rappresentanti per lo stato del Nebraska dal 1995 al 1999.

## Biografia
Nato e cresciuto in Nebraska, dopo la laurea in legge Christensen lavorò nel settore assicurativo.
Nel 1994 venne eletto alla Camera dei Rappresentanti come esponente del Partito Repubblicano. Nel 1996 venne riconfermato per un altro mandato, ma nel 1998 rifiutò di chiedere agli elettori un terzo mandato, optando invece per la corsa a governatore del Nebraska. Questa competizione tuttavia si rivelò infruttuosa, in quanto Christensen perse le primarie contro Mike Johanns, che venne poi eletto.
Christensen si è sposato due volte, la seconda delle quali con Tara Dawn Holland, Miss America 1997. Dalla Holland, a cui è tuttora legato, Christensen ha avuto due figlie.